# ميت عنتر
قرية ميت عنتر هي إحدى القرى التابعة لمركز طلخا في محافظة الدقهلية في جمهورية مصر العربية. حسب إحصاءات سنة 2006، بلغ إجمالي السكان في ميت عنتر 22197 نسمة، منهم 11423 رجل و10774 امرأة. من أعلامها لاعب كرة القدم السابق عبد الظاهر السقا.

## التاريخ
قرية ميت عنتر من القرى القديمة، حيث وردت باسم «منية عنتر» في أعمال السمنودية ضمن قرى الروك الصلاحي التي أحصاها ابن مماتي في كتاب قوانين الدواوين، كما وردت باسم «منية عنتر» في أعمال الغربية ضمن قرى الروك الناصري التي أحصاها ابن الجيعان في كتاب «التحفة السنية بأسماء البلاد المصرية». وفي العصر العثماني وردت باسم «منية عنتر» في التربيع العثماني الذي أجراه الوالي العثماني سليمان باشا الخادم في عصر السلطان العثماني سليمان القانوني ضمن قرى ولاية الغربية، وفي تاريخ 1228هـ/1813م الذي عدّ قرى مصر بعد المسح الذي قام به محمد علي باشا باسم «ميت عنتر» ضمن قرى مديرية الغربية.